# محمدآباد سفلی (جیرفت)
محمدآباد سفلی (عنبرآباد)، روستایی از توابع بخش اسماعیلی شهرستان عنبرآباد در استان کرمان ایران است.

## جمعیت
این روستا در دهستان اسماعیلی قرار دارد و براساس سرشماری مرکز آمار ایران در سال ۱۳۸۵، جمعیت آن ۱۶۷ نفر (۳۷خانوار) بوده‌است.